# With Lasers
With Lasers é um álbum lançado em 2007 pela banda Bonde do Rolê. É o primeiro álbum do trio curitibano, lançado na Inglaterra pela gravadora Domino Records.
O álbum tem uma mistura de ritmos diferentes com indie rock e funk carioca. A canção "Solta o Frango" foi escolhida como tema da uma campanha mundial da Nokia, foi utilizada na trilha sonora de Ugly Betty e também no videogame FIFA 08.
O nome do álbum se deve a um fenômeno na rede social Orkut, onde muitas comunidades têm as palavras "with lasers" adicionadas a um substantivo, como forma de humor.

## Faixas
1. Dança Do Zumbi  (2:51)
2. Solta O Frango  (2:15)
3. James Bonde  (1:59)
4. Tieta  (1:59)
5. Office Boy  (2:29)
6. Marina Do Bairro  (2:14)
7. Divine Gosa  (2:46)
8. Marina Gasolina  (3:36)
9. Caminhão De Gás  (2:20)
10. Geremia  (2:44)
11. Quero Te Amar  (3:09)
12. Bondallica  (2:04)